# Comuna Oprîșkî, Hlobîne
Oprîșkî (în ucraineană Опришки) este o comună în raionul Hlobîne, regiunea Poltava, Ucraina, formată din satele Bîtakove Ozero, Mariine și Oprîșkî (reședința).

## Demografie
Componența lingvistică a comunei Oprîșkî
     Ucraineană (97,4%)
     Rusă (2,49%)
     Alte limbi (0,11%)
Conform recensământului din 2001, majoritatea populației comunei Oprîșkî era vorbitoare de ucraineană (97,4%), existând în minoritate și vorbitori de rusă (2,49%).